# Mi novia tiene bíceps
Mi novia tiene bíceps es una canción de la banda argentina de rock Soda Stereo, publicada en su homónimo álbum debut en 1984 y compuesta por Gustavo Cerati, Charly Alberti y Zeta Bosio.
La canción surgió luego de que los miembros de la banda escuchara la canción Te hacen falta vitaminas en un grabador que podía pasar la cinta en reversa, y de ese modo surgió el tema. El grito de "¡Eyo!", que Zeta Bosio pega al comienzo del tema alude a esta peculiaridad.

## La letra
La letra es irónica y humorística, como muchas de las de la primera etapa de Soda Stereo, en que navegaba por el movimiento de la música divertida.